# Sabine Lösing
Sabine Lösing (Göttingen, 30 november 1955) is een Duits politica van Die Linke en Europarlementariër.

## Carrière
In 2009 werd Lösing verkozen in het Europees Parlement. Ze maakt er deel uit aan de fractie Europees Unitair Links/Noords Groen Links. In het Europees Parlement houdt ze zich bezig met Buitenlandse Zaken en Veiligheid.
Sinds 2013 is zij voorzitster van de Die Linke-afdeling van Nedersaksen.